# Dans la Lune
Pour plus de détails, voir Fiche technique et Distribution.
Dans la Lune (На Луне) est un film russe réalisé par Egor Kontchalovski, sorti en 2020,,.

## Fiche technique
- Photographie : Anton Antonov
- Musique : Viktor Sologub
- Décors : Marfa Lomakina
- Montage : Alexeï Miklachevski